# Typ 4 20-cm-Raketenwerfer
Der Typ 4 20-cm-Raketenwerfer (jap. 四式二〇糎噴進砲, Yon-shiki nijissenchi funshinhō) war ein Raketenwerfer, der vom Kaiserlich Japanischen Heer während des Pazifikkrieges von 1944 bis 1945 eingesetzt wurde. Die Bezeichnung Typ 4 deutet dabei auf das Jahr der Truppeneinführung, das Jahr Kōki 2604 bzw. 1944 nach gregorianischem Kalender, hin.

## Geschichte

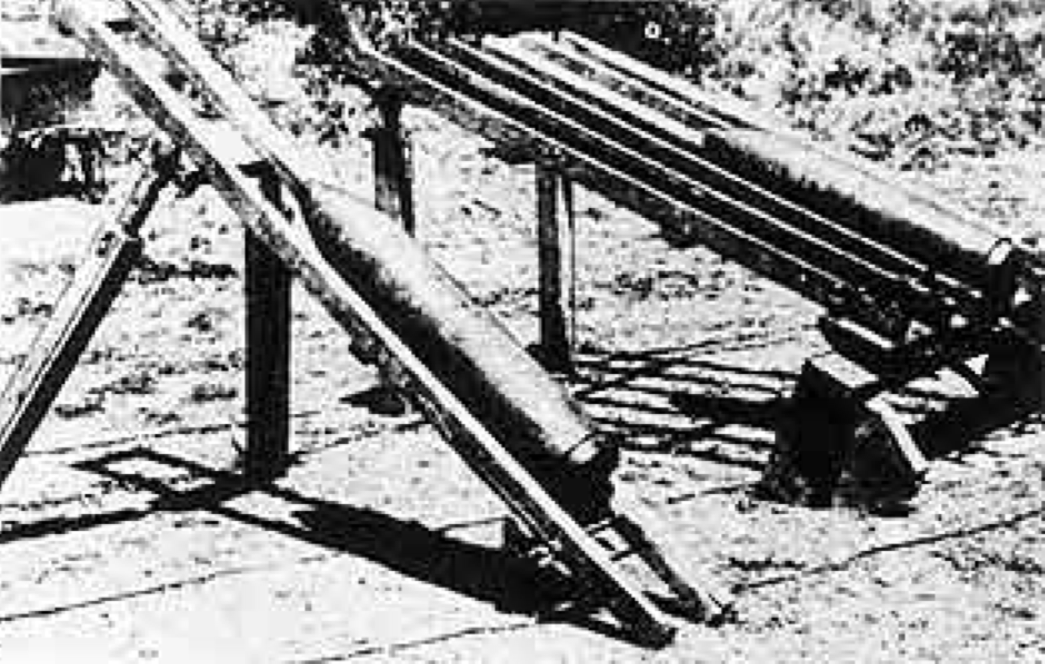
War das ursprünglich geplante Abschussrohr nicht verfügbar konnten die Geschosse von Holz- oder Bambusgestellen aus abgeschossen werden.

Im Laufe des Pazifikkrieges wurde den Japanern ihre artilleristische Unterlegenheit gegenüber den Alliierten immer deutlicher. Um dies auszugleichen, entwickelten sie Raketenwerfer für die Nahunterstützung, mit denen sie gute Erfahrungen gemacht hatten. Bedingt durch ihr geringes Gewicht im Vergleich zu Geschützen und Haubitzen waren sie wesentlich mobiler als letztgenannte und verfügten dennoch über erhebliche Feuerkraft. Durch die wachsende Rohstoffknappheit im Japanischen Kaiserreich fiel es der japanischen Industrie außerdem leichter, Raketenwerfer herzustellen, die grundsätzlich aus einem Rohr und einem Zweibein bestanden, als zeitlich aufwendig und komplizierte Geschütze zu produzieren. Doch wie bei vielen anderen japanischen Militärprojekten war die Abneigung zwischen Heer und Marine ein Grund dafür, warum beide Waffengattungen ihre jeweils eigenen 20-cm-Raketenwerfer entwickelten und kriegsnotwendige Ressourcen damit vergeudet wurden. 
Auslieferung der Typ-4-Gefechtsköpfe begann im August 1944. Bis zum Jahresende waren 2900 Gefechtsköpfe produziert, 1945 waren es 6900. Die Produktion der Werfer mit Zweibein lag bei ca. 1800.

## Einsätze
Der Typ 4 20-cm-Raketenwerfer war der einzige japanische Raketenwerfer im Zweiten Weltkrieg, der während Kampfhandlungen verwendet wurde. Während der Rückeroberung der Philippinen durch die Alliierten war das 3. Raketen-Artillerie-Bataillon auf Luzon stationiert und setzte den Raketenwerfer ein. Einige Typ 4 bzw. deren Geschosse kamen bei der Verteidigung Iwojimas und Okinawas zum Einsatz.

## Technik

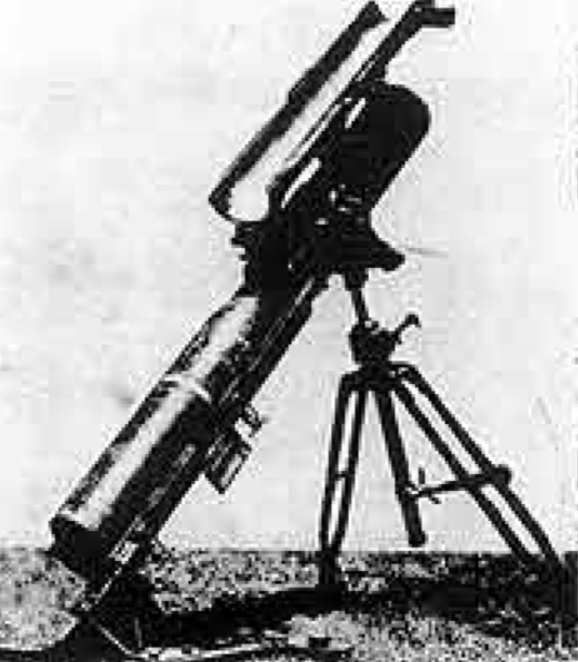
Ein Typ 4 in geöffnetem Zustand. Ein feuerbereites Geschoss liegt bereits in der unteren Hälfte.

Der Typ 4 war vom Prinzip her wie ein Mörser aufgebaut; ein ca. 2 m langes Rohr wurde von einem Zweibein gehalten, während der untere Teil des Rohres auf einer Art Bodenplatte ruhte die sich unterhalb des Rohres befand (und nicht hinter dem Rohr, ansonsten hätte der Feuerstrahl der Treibladung die Bodenplatte beschädigt). Als Zielvorrichtung diente ein horizontal und vertikaler Drehmechanismus. Eine Besonderheit des Typ 4 ist, dass lediglich der obere Teil des Rohres der eigentliche Lauf ist. Um den Typ 4 zu laden, wurde der untere Teil des Rohres zur Hälfte nach oben geklappt, sodass das Geschoss in die untere offene Hälfte eingelegt werden konnte. Nach unten hin war das Rohr geöffnet. Nach dem Laden des Typ 4 wurde die geöffnete Rohrhälfte nach unten geklappt und mit Hilfe von zwei Schnellverschlüssen verschlossen. Der Typ 4 20-cm-Raketenwerfer verschoss ein Drall-stabilisiertes Geschoss mit einem Gewicht von 83,7 kg (Heeres-Version) bzw. 85 kg (Marine-Version). Während der vordere Teil des Geschosses den Gefechtskopf enthielt, waren im unteren Teil sieben Raketentreibladungen angebracht: eine mittig und die restlichen sechs um die mittlere angeordnet. Der Gefechtskopf und die Raketentreibladung waren mit Schrauben miteinander verbunden. Die untere Platte der Raketentreibladung hatte sechs Löcher, die in die Platte mit einem geneigten Winkel eingebohrt war, um dem Geschoss einen Drall zu geben und dessen Flugstabilität erhöhten. Der 16,5 kg (Heeres-Version) bzw. 17,5 kg (Marine-Version) mit Sprengstoff gefüllte Gefechtskopf konnte bis zu 2400 m (Heeres-Version) bzw. 1600 m (Marine-Version) verschossen werden.
Für das Feuern des Geschosses wurde anfangs eine elektrisch ausgelöste Sprengkapsel verwendet, die einen Batteriebetrieb erforderte. Um auf die Batterielösung zu verzichten, setzte sich jedoch ein Reibungszünder durch, der die Treibladung auslöste. Die sieben Raketen lösten danach einen sechs bis neun Meter langen Feuerstrahl aus, der die Rakete aus der Abschussvorrichtung abschoss und der die ersten 100 Meter des Fluges andauerte. Beim Abschuss wurde kein Rauch, jedoch viel hochgewirbelter Staub erzeugt. Die Flugbahn des Geschosses konnte sowohl vom Abschusspunkt als auch vom Einschlagsgebiet beobachtet werden.
War kein Werferrohr verfügbar, so wurde auf Holz- und Bambusgestelle zurückgegriffen bzw. eine Mulde ausgehoben, in der eine Austiefung in Flugrichtung gegraben wurde.
Technische Daten
|                            | Typ 4 des Heeres | Typ 4 der Marine |
| -------------------------- | ---------------- | ---------------- |
| Kaliber                    | 203 mm           | 210 mm           |
| Rohrlänge                  | 1,92 m           | 2,00 m           |
| Höhenrichtbereich          | +40° bis +65°    | +40° bis +65°    |
| Seitenrichtbereich         | 300°             | 300°             |
| Geschützgewicht            | 228 kg           | 200 kg           |
| Geschossgewicht            | 83,7 kg          | 85 kg            |
| Mündungsgeschwindigkeit V0 | 175 m/s          | ?                |
| Maximale Reichweite        | 2.700 m          | 1.800 m          |

## Treffergenauigkeit
Nach Ende des Krieges wurden die meisten japanischen Waffen durch die US-Armee auf deren Tauglichkeit und Effektivität untersucht. Im Falle des Typ 4 wurden mehrere Testschüsse abgegeben, wobei der Aufschlag der Geschosse bei einer Reichweite von ca. 2700 m innerhalb eines 91 m langen und 82 m breiten Rechtecks lag.

## Versionen
- Typ 4 20-cm-Raketenwerfer des Heeres
  - Mit Zweibein
  - Auf leichter Lafette mit zwei Rädern
  - Als Mehrfach-Raketenwerfer (3 Geschosse nebeneinander auf Holzkarren)
- Typ 4 20-cm-Raketenwerfer der Marine

## Erhaltene Exemplare

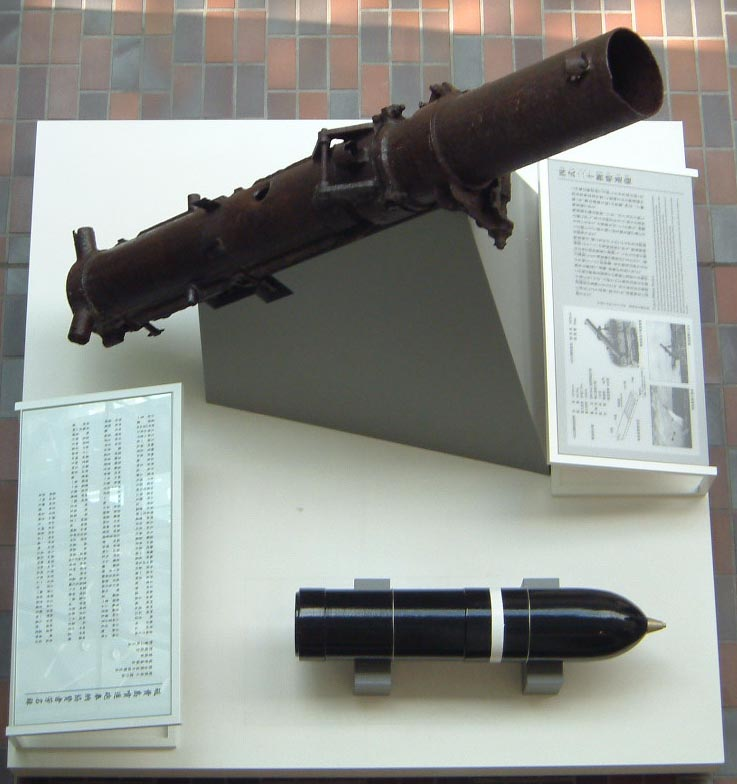
Ein Typ 4 im Yasukuni-Schrein

- Im Yasukuni-Schrein ist ein Typ-4-Exemplar erhalten